# Caroline Farberger
Caroline Elisabet Farberger, född som Carl Farberger den 29 oktober 1967 i Lund, är en svensk företagsledare. Sedan 2022 arbetar hon som styrelseordförande, styrelsemedlem och rådgivare i flera styrelser . Dessförinnan var hon vd för Ica Försäkring.
Farberger är uppvuxen i Uddevalla och Lerum. Hon har dubbla examina som civilekonom och civilingenjör. Farberger har tidigare arbetat som managementkonsult och haft chefspositioner på Trygg-Hansa. Hon har arbetat inom försäkringsbranschen sedan 1990-talet.
Farberger har genomgått en könskorrigering och är den första högre näringslivschefen i Sverige som gått ut och berättat om processen. Hon hette tidigare Carl Farberger. År 2019 utsågs hon till Årets HBTQ vid QX Gaygalan 2019.
År 2019 debuterade Farberger som värd för Sommar i P1 och blev framröstad av lyssnare som värd i Vinter i P1 samma år. Hon är bosatt i Sigtuna.
År 2020 utkom Caroline Farbergers självbiografi Jag, Caroline på förlaget Mondial. Boken nominerades till Årets bok av tidningen QX.